# Clothes Drop
Clothes Drop è il settimo album del cantante giamaicano Shaggy, pubblicato nel 2005.

## Tracce
1. Clothes Drop – 4:04
2. Ready Fi Di Ride – 3:34
3. Broadway – 2:35
4. Wild 2Nite – 3:29 – con Olivia
5. Back In The Days – 4:00 – con Rayvon
6. Supa Hypnotic – 3:35 – con Nicole Scherzinger
7. Would You Be – 4:16 – con Brian Thompson
8. Stand Up – 3:34
9. Repent – 3:42
10. Love Me Up – 3:31
11. Ahead In Life – 3:16
12. Ultimatum – 3:33 – con Na'sha
13. Shut Up & Dance – 3:24 – con will.i.am e Fergie
14. Don't Ask Her That – 4:25 – con Nicole Scherzinger
15. Road Block – 3:32 – con Rik Rok
16. Gone With Angels – 4:05
17. Letter To My Kids – 2:54
18. Hold Me – 3:06 – traccia bonus